# 폴 페던

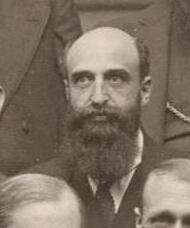

폴 페던 ( Paul Federn, 1871년 10월 13일 - 1950년 5월 4일 ) 은 오스트리아 출신 미국인으로 비엔나 태생의 심리학자이다.  그는 자아 심리학과 정신증 치료 부문에 많이 알려져 있다.